# قبلا رفته
قبلاً رفته (به انگلیسی: Already Gone) فیلمی محصول سال ۲۰۱۹ و به کارگردانی کریستوفر کنلی است. در این فیلم بازیگرانی همچون تایلر دین فلورس، شایلو فرناندز، شان ویلیام اسکات، جاستین اسکای و راکوئل کاسترو ایفای نقش کرده‌اند.